# Ophiocordyceps blattae
Ophiocordyceps blattae är en svampart som först beskrevs av Petch, och fick sitt nu gällande namn av Petch 1931. Ophiocordyceps blattae ingår i släktet Ophiocordyceps och familjen Ophiocordycipitaceae.   Inga underarter finns listade i Catalogue of Life.